# Trematodon pillansii
Trematodon pillansii är en bladmossart som beskrevs av Dixon in Sim 1926. Trematodon pillansii ingår i släktet tranmossor, och familjen Bruchiaceae. Inga underarter finns listade i Catalogue of Life.